# Ricardo Montalbán

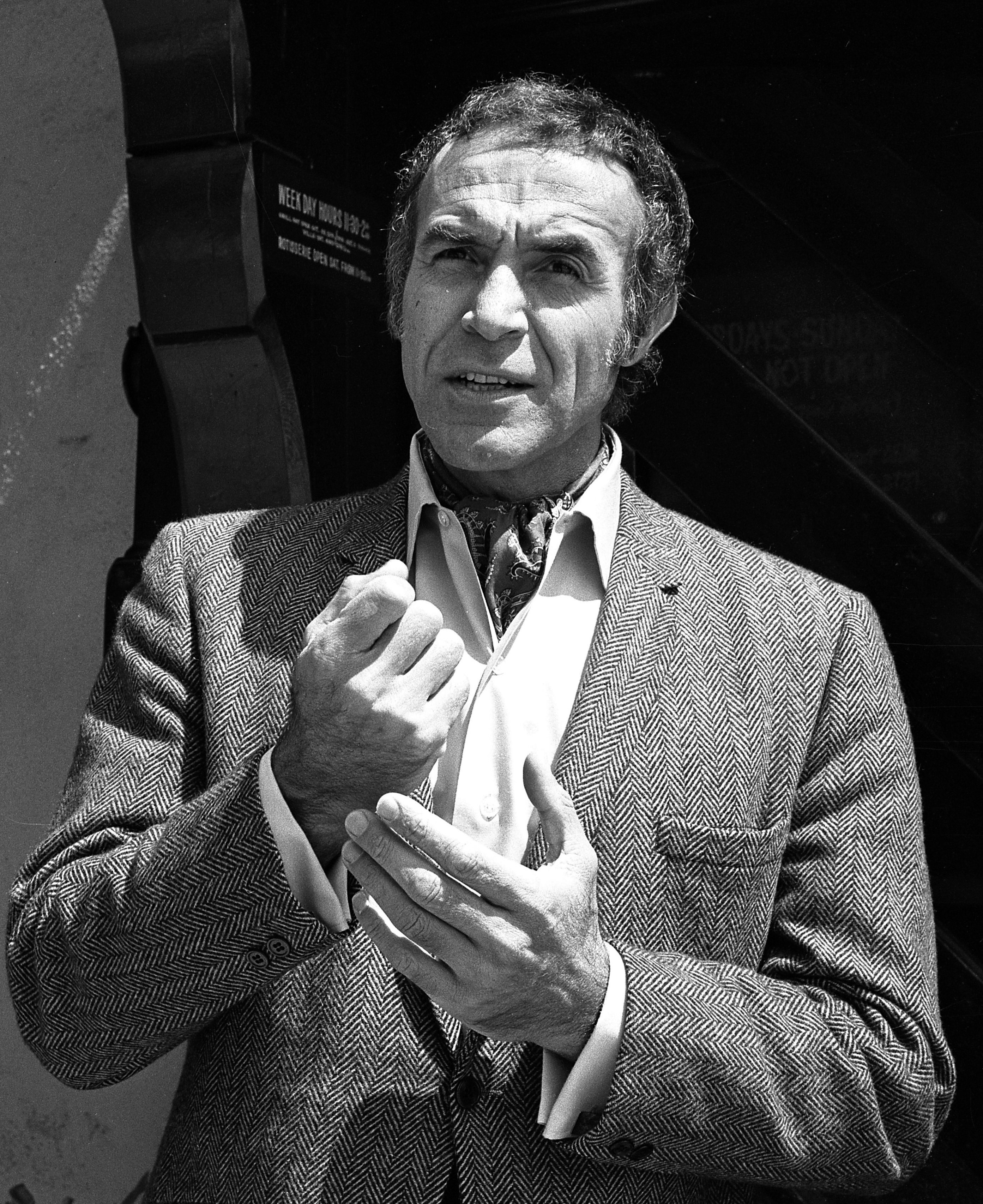
Ricardo Montalbán (1970)

Ricardo Gonzalo Pedro Montalbán y Merino (* 25. November 1920 in Mexiko-Stadt; † 14. Januar 2009 in Los Angeles, Kalifornien) war ein mexikanischer Filmschauspieler, der von 1942 bis zu seinem Tod in über 170 Film- und Fernsehproduktionen auftrat.

## Leben

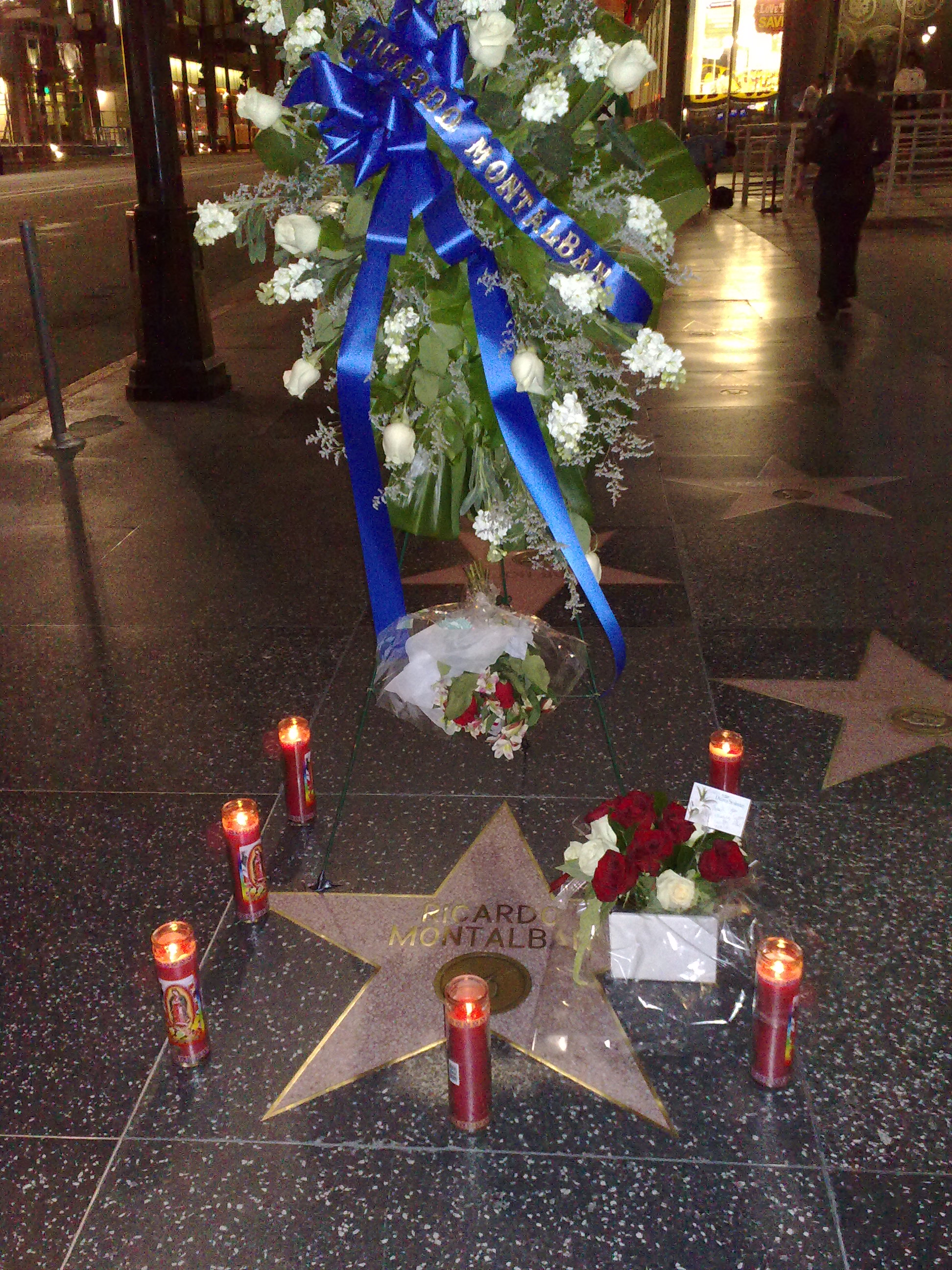
Trauerbekundungen an Montalbáns Stern auf dem Hollywood Walk of Fame (2009)

Montalbán wurde in Mexiko-Stadt als Sohn der spanischen Einwanderer Ricarda Merino Jiménez und Genaro Montalbán Busano geboren. Montalbán wuchs in Mexiko und den USA auf. Er spielte zunächst kleinere Rollen in Theaterproduktionen und trat 1942 erstmals in einem Spielfilm auf. In Hollywood wurde er bei Metro-Goldwyn-Mayer auf den Typus des Latin Lover festgelegt. Versuche, andere Rollen zu erhalten, scheiterten zumeist. Ende der 1940er-Jahre spielte er in mehreren Esther-Williams-Filmen, so in Mexikanische Nächte und Auf einer Insel mit Dir, jeweils unter Regie von Richard Thorpe, und in Neptuns Tochter von Edward Buzzell.
Unter der Regie von John Sturges spielte Montalbán 1950 in dem Kriminalfilm Die Tote in den Dünen und in dem Boxermelodrama Der einsame Champion. 1951 hatte er seine bis dahin wichtigste Rolle in Colorado. Montalbán spielte in dem archaischen Western einen eifersüchtigen jungen Blackfoot-Indianer, der den weißen Trapper Clark Gable jagt, der die schöne Häuptlingstochter geheiratet hat. Während der Dreharbeiten zu diesem Film wurde Montalbán von seinem Pferd geworfen und durch Huftritte seines und eines weiteren Pferdes an der Wirbelsäule verletzt. Infolgedessen litt er über Jahrzehnte unter ständigen Schmerzen. 1993 ließ er sich schließlich an der Wirbelsäule operieren und war ab diesem Zeitpunkt von der Hüfte ab gelähmt. 1952 bekam er in My Man and I die Hauptrolle eines mexikanischen Farmarbeiters, der amerikanischer Staatsbürger wird und für ein rassistisches Ehepaar arbeitet. Seine Gegenspielerin war Shelley Winters. In vielen seiner Filme der 1950er-Jahre verkörperte er das Klischeebild des heißblütigen lateinamerikanischen Liebhabers, oft mit Gesangs- und Tanzszenen. Unter seinen zahlreichen Filmen ist John Fords Indianer-Epos Cheyenne von 1964 hervorzuheben, neben John Wayne spielte er 1973 in Dreckiges Gold.
Eine seiner bekanntesten Kinorollen hatte er als Kirks Gegenspieler Khan Noonien Singh in Star Trek II: Der Zorn des Khan. Der Film nahm eine Handlung aus der Star-Trek-Folge Der schlafende Tiger wieder auf, in der er den Khan schon 1966 gespielt hatte. In den Science-Fiction-Filmen Flucht vom Planet der Affen und Eroberung vom Planet der Affen übernahm er die Nebenrolle des Zirkusbesitzers Armando. 1988 spielte er eine Schurkenrolle als verbrecherischer Geschäftsmann Vincent Ludwig in der Actionkomödie Die nackte Kanone. Einem jüngeren Publikum wurde er auch durch seine Rolle als Großvater in den Spy-Kids-Filmen Spy Kids 2 – Die Rückkehr der Superspione (2002) und Mission 3D (2003) bekannt.
Seine in den 1950er Jahren begonnene Bühnenkarriere am Broadway setzte er in den 1970ern mit der Titelrolle in Don Juan in Hell fort.
Zwischen 1977 und 1984 spielte er in der erfolgreichen Fernsehserie Fantasy Island die Hauptrolle des geheimnisvollen Millionärs Mr. Roarke, der anderen Menschen auf seinem luxuriösen Anwesen ihre Wünsche erfüllt. Zudem hatte er eine der Hauptrollen in der Serie Das Imperium – Die Colbys, dem weniger erfolgreichen Ableger des Denver-Clans. 1978 wurde er für seine Darstellung in der Fernsehserie How the West Was Won II mit dem Emmy Award ausgezeichnet. In vielen Serien übernahm er Gastauftritte, beispielsweise als mordender Stierkämpfer in der Columbo-Folge Blutroter Staub. Dem amerikanischen Fernsehpublikum war Montalbán auch durch seine zahlreichen Fernseh-Werbespots für den Autokonzern Chrysler präsent, in denen er mit einem erotisch klingenden spanischen Akzent die Ausstattungen der Autos lobte. Montalbán war bis kurz vor seinem Tod als Schauspieler tätig, so lieh er ab 2002 der Figur Señor Senior Sr. in der Zeichentrickserie Kim Possible seine Stimme.
Montalbán wurde mit einem Stern auf dem Hollywood Walk of Fame auf dem Hollywood Boulevard geehrt. 1980 erschien seine Autobiografie Reflections: A Life in Two Worlds. Ricardo Montalbán war von 1944 bis zu ihrem Tod 2007 mit seiner Schauspielkollegin Georgina Belzer (1924–2007) verheiratet, der Halbschwester von Loretta Young und Sally Blane, und hatte mit ihr vier Kinder. Er starb im Januar 2009 im Alter von 88 Jahren in Los Angeles. Sein Grab befindet sich auf dem Holy Cross Cemetery in der kalifornischen Stadt Culver City.

## Filmografie (Auswahl)
- 1942: Los tres mosqueteros
- 1942: El verdugo de Sevilla
- 1942: Cinco fueron escogidos
- 1943: Santa, die Sklavin des Lasters (Santa)
- 1947: Mexikanische Nächte (Fiesta)
- 1948: Auf einer Insel mit dir (On an Island with You)
- 1948: Ein Bandit zum Küssen (The Kissing Bandit)
- 1949: Tödliche Grenze (Border Incident)
- 1949: Neptuns Tochter (Neptune’s Daughter)
- 1949: Kesselschlacht (Battleground)
- 1950: Die Tote in den Dünen (Mystery Street)
- 1950: Der einsame Champion (Right Cross)
- 1950: Einmal eine Dame sein (Two Weeks With Love)
- 1951: Colorado (Across the Wide Missouri)
- 1951: Das Zeichen des Verräters (Mark of the Renegade)
- 1952: My Man and I
- 1953: Sombrero
- 1953: Serenade in Rio (Latin Lovers)
- 1954: Der Empörer (The Saracen Blade)
- 1954: Semiramis, die Kurtisane von Babylon (La cortigiana di Babilonia)
- 1957: Der Sohn des Scheik (Los amantes del desierto)
- 1957: Sayonara
- 1960: Die Saat bricht auf (Let No Man Write My Epitaph)
- 1960: Rashomon (Fernsehfilm)
- 1960: Bonanza (Fernsehserie, Folge Day of Reckoning)
- 1961: Der schwarze Seeteufel (Gordon, il pirata nero)
- 1961: Hemingways Abenteuer eines jungen Mannes (Adventures of a Young Man)
- 1962: Ein sonderbarer Heiliger (The Reluctant Saint)
- 1962: 40 Millionen suchen einen Mann (Love Is a Ball)
- 1964: Gauner gegen Gauner (Fernsehserie, Folge Schiffe zu verschaukeln)
- 1964: Cheyenne (Cheyenne Autumn)
- 1964: Preston & Preston (The Defenders, Fernsehserie, eine Folge)
- 1965: Goldfalle (The Money Trap)
- 1966: Madame X
- 1966: Dominique – Die singende Nonne (The Singing Nun)
- 1966: Alice Through the Looking Glass
- 1967: Raumschiff Enterprise (Star Trek, Fernsehserie, Folge Der schlafende Tiger)
- 1967: Kobra, übernehmen Sie (Mission: Impossible; Fernsehserie, eine Folge)
- 1967: The Longest Hundred Miles
- 1968: Kugeln sind sein Autogramm (Sol Madrid)
- 1968/1972: Hawaii Fünf-Null (Hawaii Five-0, Fernsehserie, zwei Folgen)
- 1968: Inferno am Fluß (Blue)
- 1968: High Chaparral (Fernsehserie, zwei Folgen)
- 1969: Sweet Charity
- 1970: Die Höllenhunde (La spina dorsale del diavolo)
- 1971: Walls of Fire (Dokumentarfilm, Erzähler)
- 1971: Flucht vom Planet der Affen (Escape from the Planet of the Apes)
- 1972: Fireball Forward (Fernsehfilm)
- 1972: Eroberung vom Planet der Affen (Conquest of the Planet of the Apes)
- 1973: Dreckiges Gold (The Train Robbers)
- 1974: Wonder Woman (Fernsehfilm)
- 1974: The Mark of Zorro (Fernsehfilm)
- 1976: Won Ton Ton – der Hund, der Hollywood rettete (Won Ton Ton, the Dog Who Saved Hollywood)
- 1976: Columbo: Blutroter Staub (A Matter of Honor, Fernsehserie, eine Folge)
- 1976–1978: Durch die Hölle nach Westen (How the West Was Won, Fernsehserie, fünf Folgen)
- 1977: Captains Courageous (Fernsehfilm)
- 1977–1984: Fantasy Island (Fernsehserie, 154 Folgen)
- 1982: Star Trek II: Der Zorn des Khan (Star Trek: The Wrath of Khan)
- 1984: Auf dem Highway ist wieder die Hölle los (Cannonball Run II)
- 1985–1987: Die Colbys – Das Imperium (Dynasty II – The Colbys, Fernsehserie, 49 Folgen)
- 1988: Die nackte Kanone (The Naked Gun: From the Files of Police Squad!)
- 1990: Mord ist ihr Hobby (Murder, She Wrote, Fernsehserie, eine Folge)
- 1995–1997: Freakazoid! (Fernsehserie, fünf Folgen, Stimme)
- 1997: Chicago Hope – Endstation Hoffnung (Chicago Hope, Fernsehserie, eine Folge)
- 2000: Captain Buzz Lightyear – Star Command (Buzz Lightyear of Star Command, Fernsehserie, eine Folge, Stimme)
- 2001: Titans – Dynastie der Intrigen (Titans, Fernsehserie, eine Folge)
- 2002: Dora (Fernsehserie, eine Folge, Stimme)
- 2002: Spy Kids 2 – Die Rückkehr der Superspione (Spy Kids 2: The Island of Lost Dreams)
- 2002–2007: Kim Possible (Fernsehserie, fünf Folgen, Stimme)
- 2003: Mission 3D (Spy Kids 3-D: Game Over)
- 2006: Lucas, der Ameisenschreck (The Ant Bully, Stimme)
- 2008: Family Guy (Fernsehserie, eine Folge, Stimme)
- 2009: American Dad (Fernsehserie, eine Folge, Stimme)